# Joseph Crowley
Joseph Crowley, født 16 marts 1962 i New York, New York, er en amerikansk demokratisk politiker.
Joseph Crowley blev født i New York City som søn af en irsk-amerikansk far og en katolsk immigrant fra County Armagh (Nordirland). Han besøgte en romersk-katolsk privatskole i New York City. Han dimitterede 1985 fra City University of New York. Han var medlem af New York State Assembly, underhuset i delstatens lovstiftende forsamling fra 1986 til 1998. Katolikken Crowley lever med sin hustru Kasey Crowley og sine tre døtre i Queens.
Kongresmedlemmet Thomas J. Manton stillede ikke til omvalget ved kongresvalget 1998. Crowley vandt valget og efterfulgte Manton i Repræsentanternes hus i januar 1999. Han blev valgt fem gange.
Han repræsenterede delstaten New Yorks 14. kongresdistrikt, der omfatter Bronx og Queens i Repræsentanternes hus fra 1999 til 2019. Han var kandidat til at tage over fra Nancy Pelosi som Demokraternes leder i Repræsentanternes hus. Den 26 juni 2018, vandt Alexandria Ocasio-Cortez ved det demokratiske primærvalg hans plads. Hans mandat ender den 3. januar 2019.